# Harmica
Harmica – wieś w Chorwacji, w żupanii zagrzebskiej, w gminie Brdovec. W 2011 roku liczyła 284 mieszkańców.